# Testacella
Testacella Lamarck, 1801 è un genere di molluschi gasteropodi polmonati terrestri dell'ordine Stylommatophora. È l'unico genere della famiglia Testacellidae e della superfamiglia Testacelloidea.

## Descrizione

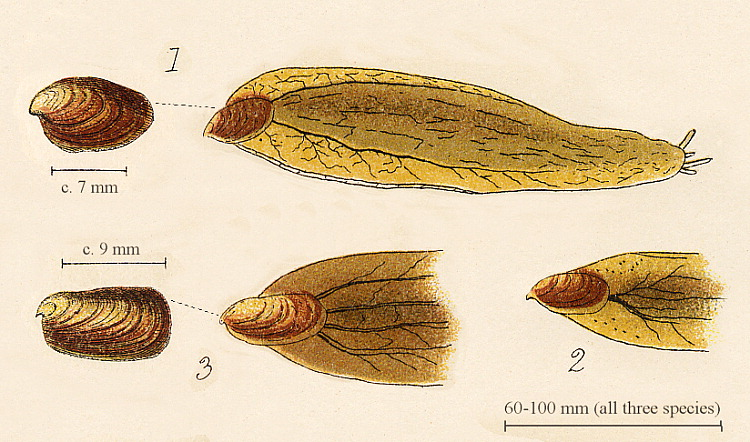
Comparazione delle conchiglie di tre specie:
1.T. haliotidea 2.T. scutulum 3.T. maugei

Questi gasteropodi, lunghi in estensione circa 6–1 cm, presentano una piccola conchiglia piana (da 14 x 7 mm a 6 x 3,5 mm, a seconda della specie), a forma di orecchio, situata all'estremità posteriore del corpo, dove ricopre gli organi palleali.

Il corpo è largo e appiattito, con due caratteristici solchi dorsali. Il colore è in genere grigio-crema o bruno, ma può essere anche giallo o arancione. L'apparato buccale presenta una radula molto sviluppata, dotata di circa 45-50 file di denti acuminati ed uncinati. Di solito sono presenti 16-18 denti laterali per fila, mentre il dente centrale può essere presente, vestigiale o totalmente assente.

## Biologia
Questi molluschi hanno abitudini sotterranee e vivono in terreni ricchi di sostanza organica. Di notte, o a seguito di forti piogge, possono emergere dai loro ripari e strisciare liberamente in superficie, ove possono essere occasionalmente reperiti sotto pietre o tronchi. Durante l'inverno si riparano in piccole celle sotterranee, dove giacciono ibernate in stato fortemente contratto.
Si tratta di carnivori predatori, che si nutrono di altri molluschi terrestri e lombrichi, che cacciano attivamente nel suolo.

## Distribuzione e habitat
Il genere è diffuso in Nord Africa, Europa meridionale e occidentale. È documentata la sua presenza anche nel complesso delle isole atlantiche della Macaronesia (Madera, Azzorre, Canarie e Capo Verde).
In Italia sono presenti quattro specie: Testacella bracciai, la cui presenza è nota solo in Val Brembana (Lombardia), Testacella gestroi, endemica della Sardegna, Testacella haliotidea, la cui presenza è stata documentata solo in Piemonte, Testacella scutulum, diffusa in tutta la penisola e presente anche in Sicilia.

## Tassonomia
Testacella è l'unico genere della famiglia Testacellidae e della superfamiglia Testacelloidea.
L'esatta collocazione della superfamiglia Testacelloidea nell'ambito del sottordine Helicina è incerta. In passato nella superfamiglia venivano incluse anche le famiglie Oleacinidae e Spiraxidae, in atto assegnate alla superfamiglia Oleacinoidea.
Il genere comprende le seguenti specie:
- Testacella bisulcata Risso, 1826
- Testacella bracciai Nardi & Bodon, 2011
- Testacella fischeriana Bourguignat, 1862
- Testacella gestroi Issel, 1873
- Testacella haliotidea Draparnaud, 1801
- Testacella maugei Férussac, 1819
- Testacella riedeli Giusti, Manganelli & Schembri, 1995
- Testacella scutulum G.B. Sowerby I, 1821